# 羅亞爾奧克特設鎮區 (密歇根州)
羅亞爾奧克特設鎮區（英語：Royal Oak Charter Township）是位於美國密歇根州奧克蘭縣的一個特設鎮區。

## 地方資料
羅亞爾奧克特設鎮區的面積為1.42平方千米，當中陸地面積為1.42平方千米，而水域面積為0.00平方千米。根據2020年美國人口普查的數據，當地共有人口2374人，而人口密度為每平方千米1,671.83人。